# رالف بالزیس
رالف بالزیس (انگلیسی: Ralf Balzis؛ زادهٔ ۳۱ ژوئیهٔ ۱۹۶۵) بازیکن فوتبال اهل آلمان است.
از باشگاه‌هایی که در آن بازی کرده‌است می‌توان به باشگاه فوتبال هامبورگ، باشگاه فوتبال فرست وینا، باشگاه فوتبال کیکرز اوفنباخ، باشگاه فوتبال آینتراخت فرانکفورت، باشگاه فوتبال اسنابروک، و باشگاه فوتبال ردبول زالتسبورگ اشاره کرد.